# Chiesa di San Francesco (Pirano)
La chiesa di San Francesco (Cerkev sv. Frančiška Asiškega in sloveno) è un edificio di culto cattolico situato in calle dell'Ospedale, nel centro storico della cittadina di Pirano, in Slovenia.

## Storia
La chiesa forma parte di un complesso monastico che iniziò ad essere costruito dai Frati Minori nel 1302 e fu ultimato nel 1318. Progettato originariamente in stile gotico, fu nei secoli successivi più volte rimaneggiato sino a raggiungere l'attuale aspetto barocco. All'interno della chiesa vi fu seppellito anche Giuseppe Tartini la cui tomba è stata individuata nel 1993 e segnalata con una targa.

## Descrizione
L'interno della chiesa, a navata unica e con cinque altari laterali più quello sul fondo, conserva un importante pulpito ligneo del cinquecento. Nel primo altare di sinistra vi si trovava fino al 1940 la pala Madonna in trono col Bambino e sei Santi realizzata da Vittore Carpaccio nel 1518 e oggi custodita nel museo antoniano di Padova.
Nell'adiacente convento, ampliato tra il 1698 ed il 1735, vi è un chiostro rinascimentale e all'interno dei locali una pinacoteca con alcune opere di Gregorio Lazzarini ed una biblioteca con testi del XV secolo.